# Žuti mungos
 Žuti mungos (lat. Cynictis penicillata) - grabežljiva vrsta sisavaca iz porodice mungosa, jedini predstavnik iz roda Cynictis.
Živi na području Južne Afrike. Njegova staništa su otvorena i polusušna područja travnjaka.
Jedan je od manjih članova porodice mungosa. Postoji 12 podvrsta, koje se razlikuju po obojenosti, veličini i duljini dlake i repa. Podvrste koje se javljaju na jugu imaju žutu dlaku, a one sjevernije imaju sivkastu. U prosjeku ima oko 50 cm duljine i 0,5 kg tjelesne težine. Skrivaju se u jazbinama ukopanima u zemlju ili nasele napuštene jazbine drugih životinja npr. vjeverica. 
Žuti mungos je društvena životinja, živi u grupama, koje se sastoje od 8-20 jedinki. 
Hrani se kukcima i malim kralježnjacima. Napadaju ih ptice grabljivice, šakali i zmije.